# Union sportive des Parcelles Assainies
Maillots
Actualités
Dernière mise à jour : 25 juillet 2022.
L'Union sportive des Parcelles Assainies, souvent abrégé en USPA, est un club sénégalais féminin de football basé aux Parcelles Assainies, dans la banlieue de Dakar.

## Histoire
Fondé en 2012, le club remporte son premier titre en 2022, en battant le Dakar Sacré-Cœur 2-0 en finale de la coupe du Sénégal. Trois jours plus tard, il réalise le doublé en remportant le championnat du Sénégal après une large victoire (4-0) face au Kaolack FC.
le club a participé à la Ligue des champions féminine de la CAF 2022 , elle termine aux qualifications phases de groupes de la zone UFOA A de la Ligue des champions féminine de la CAF 2022

## Palmarès
| Compétitions nationales                                                                                            |
| --- |
| - Championnat du Sénégal (1) : - Champion : 2022. - Coupe du Sénégal (1) : - Vainqueur : 2022. - Finaliste : 2019. |